# 浪漫飛行
《浪漫飛行》，是日本樂團米米CLUB的第10張單曲。1990年4月8日發行。是米米CLUB的成名作和代表作之一，也日本廣告歌曲的代表性作品。

## 簡介
《浪漫飛行》原是米米CLUB1987年發行的第3張原創專輯《KOMEGUNY》的收錄曲目。1990年被用作日本航空（JAL）的沖繩旅行「JAL STORY 夏離宮CAMPAIGN」的廣告歌曲，廣告由米米CLUB親自出演。歌曲發表三年後進行單曲化發行。
單曲分「東日本版」和「西日本版」兩種版本，分地域發售。兩種版本的封面及內頁都有所不同，收錄的c/w曲也不一樣。
Oricon公信榜統計總銷量高達107.9萬張，是1990年度日本單曲銷量第2位。是當時米米CLUB銷量最高的單曲。另有統計單曲銷量達到170萬之高。
《浪漫飛行》被認為是日本最成功的廣告歌曲之一，但是正值日本民眾收入迅速提高，航空業得到長足發展，沖繩的旅遊產業也得到很好的開發，民眾普遍嚮往休閒舒適和自然的年代，完美的歌曲和廣告配搭，讓人不禁憧憬到沖繩的旅遊。而這則廣告事實上也掀起了一股沖繩旅遊熱，也刺激了日本國內航空和旅遊業的進步。
另一方面，米米CLUB以《浪漫飛行》成名，他們獨特的舞台表演風格引起了注目，進入1990年底之後的歌手都開始重視歌唱與舞台演出互相配合。

## 收錄曲目

### 東日本版
1. 浪漫飛行
2. JET STREAM浪漫飛行（ジェットストリーム浪漫飛行）

- 作詞、作曲：米米CLUB
- 編曲：中崎英也 & 米米CLUB（#1）、青木望（#2）

### 西日本版
1. 浪漫飛行
2. 翱翔天際！浪漫飛行（そら行け!浪漫飛行）

- 作詞、作曲：米米CLUB
- 編曲：中崎英也 & 米米CLUB（#1）、青木望（#2）

## 翻唱
- 緑川光（2003年1月）
- Psycho le Cemu（2003年4月）
- Soma（2006年8月）
- 美吉田月（2008年7月）
- 堀內加奈子（2009年6月）
- HALCALI（2010年9月）
- 青蛙公主（2012年4月）